# Gran Premio de Australia de Motociclismo de 2007
El Gran Premio de Australia de Motociclismo de 2007 (oficialmente: GMC Australian Motorcycle Grand Prix) fue la decimosexta prueba del Campeonato del Mundo de Motociclismo de 2007. Tuvo lugar en el fin de semana del 12 al 14 de octubre de 2007 en el Circuito de Phillip Island,, situado en la isla de Phillip Island,  estado de Victoria, Australia.
La carrera de MotoGP fue ganada por Casey Stoner, seguido de Loris Capirossi y Valentino Rossi. Jorge Lorenzo ganó la prueba de 250 cc, por delante de Álvaro Bautista y Andrea Dovizioso. La carrera de 125 cc fue ganada por Lukáš Pešek, Joan Olivé fue segundo y Héctor Faubel tercero.

## Resultados

### Resultados MotoGP
| Pos.    | N.º | Piloto           | Constructor | Vueltas | Tiempo    | Parrilla | Puntos |
| ------- | --- | ---------------- | ----------- | ------- | --------- | -------- | ------ |
| 1       | 27  | Casey Stoner     | Ducati      | 27      | 41:12.244 | 3        | 25     |
| 2       | 65  | Loris Capirossi  | Ducati      | 27      | +6.763    | 5        | 20     |
| 3       | 46  | Valentino Rossi  | Yamaha      | 27      | +10.038   | 2        | 16     |
| 4       | 26  | Dani Pedrosa     | Honda       | 27      | +11.663   | 1        | 13     |
| 5       | 4   | Alex Barros      | Ducati      | 27      | +19.475   | 7        | 11     |
| 6       | 14  | Randy de Puniet  | Kawasaki    | 27      | +27.313   | 6        | 10     |
| 7       | 21  | John Hopkins     | Suzuki      | 27      | +29.243   | 14       | 9      |
| 8       | 71  | Chris Vermeulen  | Suzuki      | 27      | +34.833   | 16       | 8      |
| 9       | 5   | Colin Edwards    | Yamaha      | 27      | +35.073   | 11       | 7      |
| 10      | 33  | Marco Melandri   | Honda       | 27      | +36.971   | 12       | 6      |
| 11      | 7   | Carlos Checa     | Honda       | 27      | +37.721   | 13       | 5      |
| 12      | 13  | Anthony West     | Kawasaki    | 27      | +38.426   | 10       | 4      |
| 13      | 56  | Shinya Nakano    | Honda       | 27      | +47.430   | 8        | 3      |
| 14      | 50  | Sylvain Guintoli | Yamaha      | 27      | +54.324   | 9        | 2      |
| 15      | 24  | Toni Elías       | Honda       | 27      | +1:10.471 | 18       | 1      |
| 16      | 6   | Makoto Tamada    | Yamaha      | 27      | +1:12.904 | 15       |        |
| 17      | 80  | Kurtis Roberts   | KR212V      | 27      | +1:13.020 | 19       |        |
| Ret     | 1   | Nicky Hayden     | Honda       | 12      | Retirado  | 4        |        |
| Ret     | 57  | Chaz Davies      | Ducati      | 12      | Retirado  | 17       |        |
| Fuente: |     |                  |             |         |           |          |        |

### Resultados 250cc
| Pos.    | N.º | Piloto              | Constructor | Vueltas | Tiempo    | Parrilla | Puntos |
| ------- | --- | ------------------- | ----------- | ------- | --------- | -------- | ------ |
| 1       | 1   | Jorge Lorenzo       | Aprilia     | 25      | 39:25.727 | 1        | 25     |
| 2       | 19  | Álvaro Bautista     | Aprilia     | 25      | +19.634   | 3        | 20     |
| 3       | 34  | Andrea Dovizioso    | Honda       | 25      | +19.724   | 7        | 16     |
| 4       | 4   | Hiroshi Aoyama      | KTM         | 25      | +19.797   | 6        | 13     |
| 5       | 12  | Thomas Lüthi        | Aprilia     | 25      | +20.066   | 8        | 11     |
| 6       | 60  | Julián Simón        | Honda       | 25      | +21.045   | 9        | 10     |
| 7       | 58  | Marco Simoncelli    | Gilera      | 25      | +32.960   | 5        | 9      |
| 8       | 73  | Shuhei Aoyama       | Honda       | 25      | +33.043   | 10       | 8      |
| 9       | 3   | Alex de Angelis     | Aprilia     | 25      | +33.051   | 4        | 7      |
| 10      | 55  | Yuki Takahashi      | Honda       | 25      | +44.814   | 12       | 6      |
| 11      | 15  | Roberto Locatelli   | Gilera      | 25      | +48.733   | 13       | 5      |
| 12      | 16  | Jules Cluzel        | Aprilia     | 25      | +54.010   | 15       | 4      |
| 13      | 17  | Karel Abraham       | Aprilia     | 25      | +1:03.218 | 21       | 3      |
| 14      | 41  | Aleix Espargaró     | Aprilia     | 25      | +1:09.368 | 14       | 2      |
| 15      | 28  | Dirk Heidolf        | Aprilia     | 25      | +1:17.807 | 17       | 1      |
| 16      | 50  | Eugene Laverty      | Honda       | 25      | +1:21.239 | 24       |        |
| 17      | 32  | Fabrizio Lai        | Aprilia     | 25      | +1:31.245 | 16       |        |
| 18      | 11  | Taro Sekiguchi      | Aprilia     | 25      | +1:33.575 | 22       |        |
| 19      | 8   | Ratthapark Wilairot | Honda       | 25      | +1:33.916 | 23       |        |
| 20      | 21  | Federico Sandi      | Aprilia     | 24      | +1 vuelta | 25       |        |
| Ret     | 25  | Alex Baldolini      | Aprilia     | 18      | Retirado  | 19       |        |
| Ret     | 10  | Imre Tóth           | Aprilia     | 5       | Retirado  | 18       |        |
| Ret     | 7   | Efrén Vázquez       | Aprilia     | 3       | Caída     | 20       |        |
| Ret     | 36  | Mika Kallio         | KTM         | 1       | Caída     | 11       |        |
| Ret     | 89  | Ho Wan Chow         | Aprilia     | 1       | Retirado  | 26       |        |
| Ret     | 80  | Héctor Barberá      | Aprilia     | 0       | Retirado  | 2        |        |
| Fuente: |     |                     |             |         |           |          |        |

### Resultados 125cc
| Pos.    | N.º | Piloto                | Constructor | Vueltas | Tiempo          | Parrilla | Puntos |
| ------- | --- | --------------------- | ----------- | ------- | --------------- | -------- | ------ |
| 1       | 52  | Lukáš Pešek           | Derbi       | 23      | 38:03.020       | 3        | 25     |
| 2       | 6   | Joan Olivé            | Aprilia     | 23      | +0.090          | 8        | 20     |
| 3       | 55  | Héctor Faubel         | Aprilia     | 23      | +0.190          | 6        | 16     |
| 4       | 24  | Simone Corsi          | Aprilia     | 23      | +0.405          | 5        | 13     |
| 5       | 12  | Esteve Rabat          | Honda       | 23      | +0.915          | 11       | 11     |
| 6       | 71  | Tomoyoshi Koyama      | KTM         | 23      | +1.315          | 4        | 10     |
| 7       | 75  | Mattia Pasini         | Aprilia     | 23      | +1.316          | 1        | 9      |
| 8       | 14  | Gábor Talmácsi        | Aprilia     | 23      | +1.371          | 9        | 8      |
| 9       | 33  | Sergio Gadea          | Aprilia     | 23      | +1.457          | 7        | 7      |
| 10      | 11  | Sandro Cortese        | Aprilia     | 23      | +14.652         | 10       | 6      |
| 11      | 44  | Pol Espargaró         | Aprilia     | 23      | +21.745         | 17       | 5      |
| 12      | 34  | Randy Krummenacher    | KTM         | 23      | +22.687         | 20       | 4      |
| 13      | 18  | Nicolás Terol         | Derbi       | 23      | +26.491         | 19       | 3      |
| 14      | 63  | Mike Di Meglio        | Honda       | 23      | +26.563         | 12       | 2      |
| 15      | 51  | Stevie Bonsey         | KTM         | 23      | +37.823         | 18       | 1      |
| 16      | 38  | Bradley Smith         | Honda       | 23      | +37.981         | 13       |        |
| 17      | 37  | Joey Litjens          | Honda       | 23      | +40.406         | 23       |        |
| 18      | 8   | Lorenzo Zanetti       | Aprilia     | 23      | +40.453         | 14       |        |
| 19      | 77  | Dominique Aegerter    | Aprilia     | 23      | +44.271         | 28       |        |
| 20      | 29  | Andrea Iannone        | Aprilia     | 23      | +44.831         | 22       |        |
| 21      | 53  | Simone Grotzkyj       | Aprilia     | 23      | +51.482         | 24       |        |
| 22      | 60  | Michael Ranseder      | Derbi       | 23      | +1:01.153       | 15       |        |
| 23      | 20  | Roberto Tamburini     | Aprilia     | 23      | +1:03.614       | 29       |        |
| 24      | 13  | Dino Lombardi         | Honda       | 23      | +1:18.524       | 27       |        |
| 25      | 79  | Ferruccio Lamborghini | Aprilia     | 23      | +1:37.558       | 30       |        |
| 26      | 68  | Glenn Scott           | Aprilia     | 22      | +1 vuelta       | 31       |        |
| Ret     | 17  | Stefan Bradl          | Aprilia     | 19      | Retirado        | 26       |        |
| Ret     | 22  | Pablo Nieto           | Aprilia     | 17      | Retirado        | 16       |        |
| Ret     | 7   | Alexis Masbou         | Honda       | 15      | Caída           | 21       |        |
| Ret     | 99  | Danny Webb            | Honda       | 13      | Caída           | 25       |        |
| Ret     | 35  | Raffaele De Rosa      | Aprilia     | 5       | Retirado        | 2        |        |
| DNQ     | 70  | Blake Leigh-Smith     | Honda       |         | No se clasificó |          |        |
| DNQ     | 96  | Rhys Moller           | Honda       |         | No se clasificó |          |        |
| DNQ     | 73  | Jackson Leigh-Smith   | Honda       |         | No se clasificó |          |        |
| DNQ     | 95  | Robert Mureșan        | Derbi       |         | No se clasificó |          |        |
| Fuente: |     |                       |             |         |                 |          |        |